# Giuseppe Baroni
Giuseppe Baroni (... – 1730) è stato un pittore e incisore italiano.

## Biografia
Insieme con Domenico Rosetti e Andrea Zucchi, completò le incisioni per Il gran Teatro delle pitture e prospettive di Venezia, libro pubblicato a Venezia nel 1720 da Domenico Loviso su Rialto. In questa collezione, le incisioni del dipinto Madonna col bambino di Nicolas Poussin e del Polifemo di Pompeo Battoni sono attribuite a Baroni.
Baroni visse a Venezia. Incise su alcuni grandi piatti i dipinti dei grandi maestri pittori veneziani, tra questi più famosi sono quelli raffiguranti la Crocifissione, gli Angeli e San Giovanni e Maria Maddalena ai piedi della Croce.